# Vizzavona (navire)
Pour les articles homonymes, voir Vizzavona.
Le Vizzavona est un navire mixte de la compagnie française Corsica Linea. Construit entre 1997 et 1999 aux chantiers espagnols Astilleros Españoles pour la compagnie finlandaise Finnlines, il portait à l'origine le nom de Finneagle. Mis en service en novembre 1999 entre la Finlande et la Suède, il desservira également les lignes entre la Suède et l'Allemagne à partir de 2009. Affrété en 2015 et 2016 par Grimaldi Lines, celle-ci le transfère sous ses couleurs en 2017 afin de le faire naviguer entre l'Italie et la Grèce sous le nom d‘Euroferry Corfù. À compter de juin 2018, le navire est affrété par Corsica Linea et renommé Vizzavona. Après avoir navigué dans un premier temps entre la France, le Maghreb et la Sardaigne, il est affecté depuis octobre 2019 sur les lignes de la délégation de service public (DSP) entre Marseille et la Corse.

## Histoire

### Origines et construction
La commande du navire est, à l'origine, passée par l'armateur suédois Stena Line le 6 octobre 1995 aux chantiers Astilleros Españoles de Puerto Real en Espagne en même temps que celle de son sister-ship, mais le 25 juin 1997, les contrats de construction des deux navires sont vendus à la compagnie finlandaise Finnlines. 
La construction du Finneagle débute le 26 juin 1997 et le navire est lancé le 18 avril 1998. Il est ensuite livré inachevé à la société irlandaise Youngstar Ltd le 5 octobre 1999. Transféré ce même jour au sein de Poseidon Schiffahrt AG, entité gérant la flotte de Finnlines en Allemagne, le Finneagle rejoint Lübeck le 17 octobre pour ses finitions. Une fois sa construction achevée, le navire prend la direction de la Finlande le 30 octobre.

### Service

#### Finnlines (1999-2017)
Le Finneagle est mis en service le 1er novembre 1999 entre Kapellskär et Naantali.
À partir de 2002, il est transféré au sein de Rederi Ab Nordö-Link et navigue sous la marque Finnlink.
En juillet 2005, le navire est immobilisé pour des travaux au niveau de ses moteurs.
Le 29 juin 2006, il endommage un de ses safrans à Kapellskär mais est rapidement réparé et reprend son service le lendemain.
En 2007, il est transféré au sein de Finnlines AbP.
Le 15 avril 2009, le Finneagle est déplacé sur la ligne Travemünde - Malmö jusqu'en 2011 lorsqu'il est redéployé vers Helsinki. Il desservira pendant l'été la ligne Nådendal - Kapellskär avant de retourner sur Travemünde - Malmö.
En 2012, lors de son arrêt technique, le navire passe sous pavillon finlandais. Il est ensuite affecté sur la ligne Helsinki - Rostock.
Le 9 octobre, un semi-remorque chute dans le port de Rostock en sortant du navire.

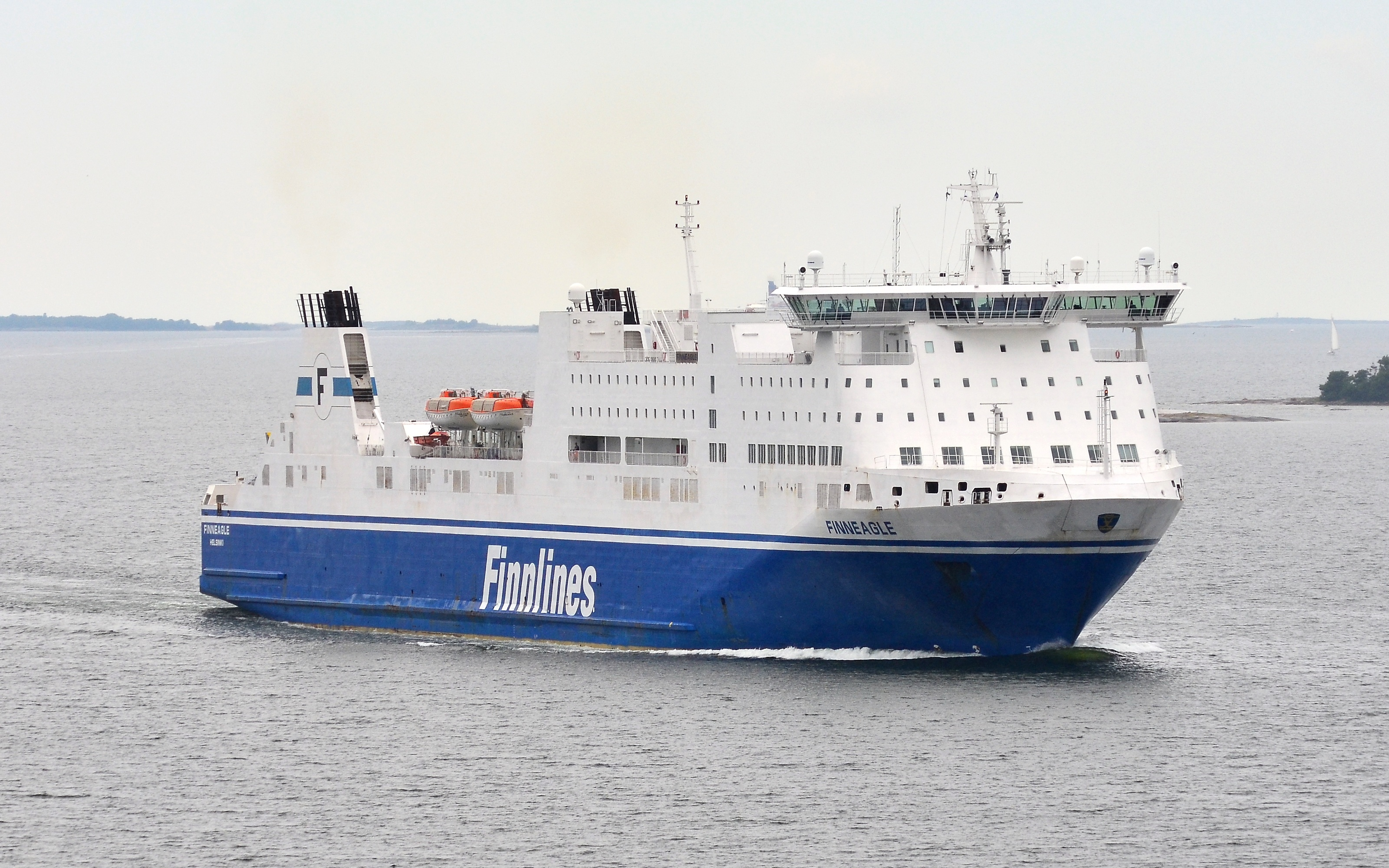
Le Finneagle en 2013.

En novembre le Finneagle retourne sur la ligne Nådendal - Kapellskär. À partir du 1er octobre 2013, une escale à Långnäs est réalisée en plus du trajet habituel.
En 2014, son port d'attache devient Mariehamn.
En août 2015, le navire est affecté à la ligne Hangö - Rostock jusqu'en septembre, puis revient sur les lignes Travemünde - Malmö puis sur Nådendal - Långnäs - Kapellskär d'octobre à novembre. Il est ensuite affrété par l'armateur italien Grimaldi Lines, propriétaire de Finnlines. 
Après avoir quitté la Finlande, le Finneagle atteint Salerne en Italie le 22 novembre, puis est placé sur la ligne Salerne - Catane.
L'affrètement prend fin en janvier 2016 et le navire est placé sur la ligne Hangö - Gdynia, puis retourne sur Nådendal - Långnäs - Kapellskär en février.
En juillet, le navire gagne le port de Tanger au Maroc pour un nouvel affrètement par Grimaldi entre Tanger et Barcelone jusqu'en octobre. Il retourne par la suite sur la ligne Nådendal - Långnäs - Kapellskär.
En mars 2017, des travaux sont réalisés à bord et des scrubbers (dispositifs d'épuration des fumées) afin de s'adapter aux nouvelles normes écologiques en vigueur en mer Baltique.
En juin, il est affrété une troisième fois par Grimaldi et rejoint Savone en Italie pour desservir la ligne Savone - Barcelona - Tanger. Une fois l'affrètement achevé, il prend de nouveau la direction de la Pologne pour subir d'autres rénovations.
Le 4 octobre, il est transféré au sein de Grimaldi et renommé Euroferry Corfù. Il passe sous pavillon italien puis quitte Gdansk pour l'Italie le 20 octobre.

#### Grimaldi Lines (2017-2018)
Le navire est alors placé sur la ligne Savone - Barcelone - Tanger à partir du 4 novembre, puis sur Brindisi - Igoumenitsa - Patras le 7 décembre.
En avril 2018, un contrat est signé entre Grimaldi et la compagnie française Corsica Linea pour l'affrètement de l‘Euroferry Corfù pour une durée de 5 ans. Cela va dans le sens des projets de la compagnie corse, voulant développer ses lignes vers la Sardaigne et le Maghreb. En effet, la desserte de Porto Torres n'est effectuée qu'une fois par semaine en saison, le dimanche, à l'aide du Jean Nicoli, principalement affecté à la ligne Marseille - Porto-Vecchio durant l'été. Quant aux lignes vers Alger et Tunis, Corsica Linea souhaitait, depuis sa création, acheminer du fret sur ces axes, cependant, les capacités de roulage des deux navires y étant habituellement dévolus ne le permettaient pas jusqu'à présent. L'arrivée de ce navire réglerait également, en partie tout du moins, un problème rencontré depuis peu par l'armateur sur les lignes de la Corse, à savoir l'évolution constante du trafic fret entre Marseille et les ports de l'île, celui-ci ayant augmenté de 18,57% en à peine un an. Néanmoins, le contrat de délégation de service public ne permet pas à Corsica Linea d'exploiter ce navire en complément de ses quatre autres cargos. Avec sa capacité de 2 500 mètres linéaires de fret, supérieure à celle de la flotte actuelle de l'armateur, l‘Euroferry Corfù pourra se substituer à un autre navire afin d'absorber une partie supplémentaire du trafic. Enfin, le navire est équipé de scrubbers, confirmant pleinement le désir de la compagnie souhaitant s'inscrire dans une démarche environnementale de développement durable et responsable mais constitue aussi une anticipation de la réglementation internationale « MARPOL », qui imposera une baisse des émissions de soufre des navires de 3.5% à 0.5% à compter du 1er janvier 2020 en Méditerranée,.

#### Corsica Linea (depuis 2018)
Le 22 mai, le navire quitte Patras dans la matinée afin de rejoindre Marseille. Il arrive à destination le 24 mai aux alentours de midi et accoste à proximité de la forme 10. Le lendemain, il entre dans la forme 8 afin d'être mis aux standards de Corsica Linea. Le 30 mai, il est rebaptisé Vizzavona et passe sous pavillon français. 
Le 4 juin dans la soirée, le Vizzavona appareille à vide de Marseille et arrive le lendemain à Ajaccio sous grand pavois. Une cérémonie d’inauguration en présence des dirigeants du consortium et du ministre de l’économie Bruno Le Maire est tenue à bord. Avant sa mise en service, le navire est utilisé afin de convoyer des véhicules de location vers Bastia. Le 12 juin, il quitte Marseille dans la soirée et réalise sa première traversée commerciale à destination d’Ajaccio. À partir du 20 juin, le Vizzavona entame son service régulier entre Marseille et Béjaïa en Algérie. Inutilisé pendant le reste de la semaine, le navire transporte des véhicules de location vers Bastia et Ajaccio et se substitue parfois à d'autres navires mixtes entre Marseille et la Corse. Le 13 juillet, il commence son service hebdomadaire entre Marseille et Porto Torres.

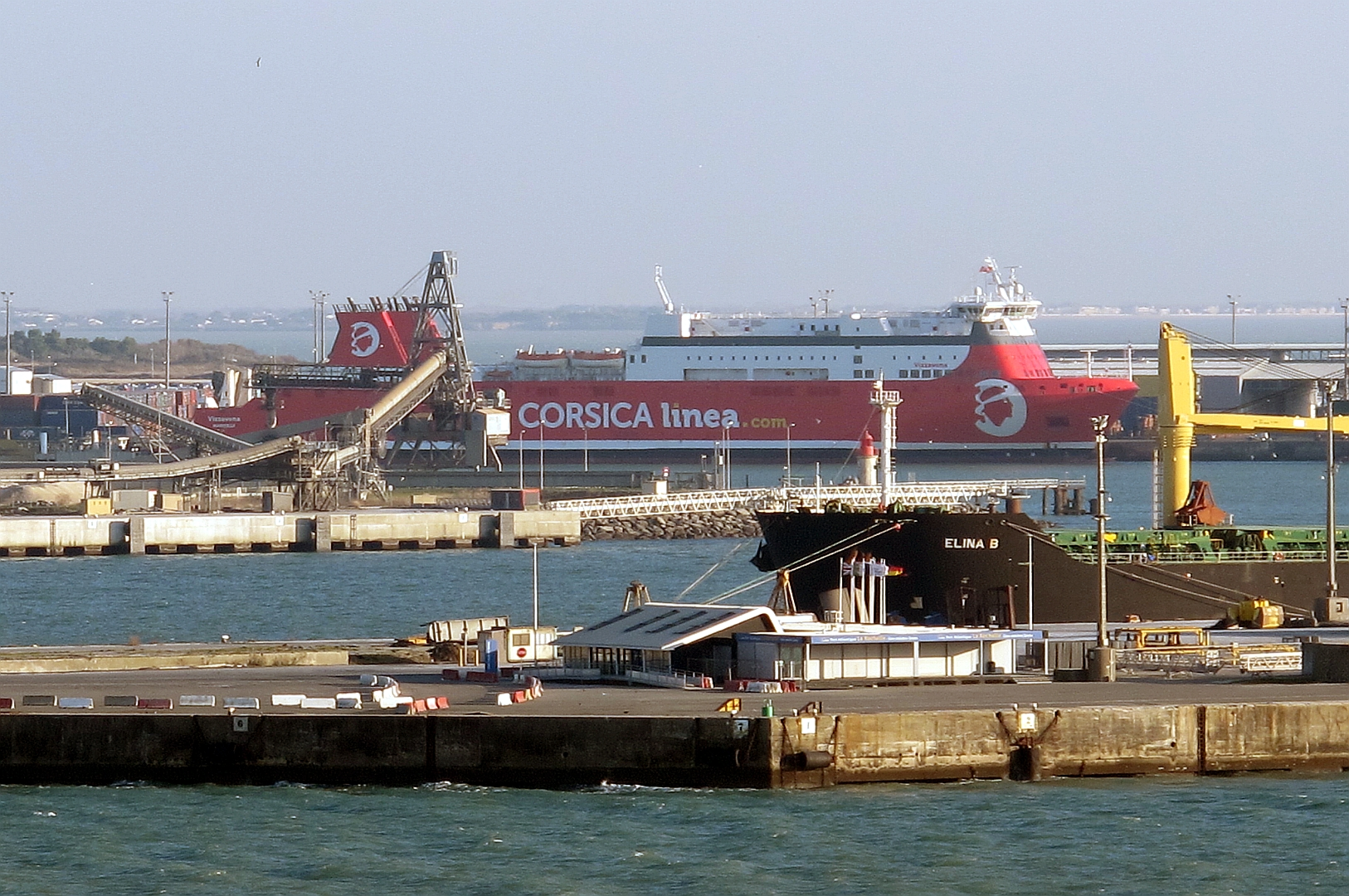
Le Vizzavona en escale à La Rochelle dans le cadre de l'exercice Trident Juncture 18.

En octobre, le Vizzavona est affrété afin de transporter des troupes françaises et du matériel vers la Norvège dans le cadre d’un exercice de l’OTAN, le Trident Juncture 18. Le navire quitte Marseille à vide le 9 octobre vers 6h00 pour La Rochelle. Il arrive à destination le 14 octobre dans la matinée et accoste à La Pallice aux alentours de 8h00. 800 militaires embarquent ainsi que du matériel et des véhicules et le navire appareille pour la Norvège le 16 octobre à 21h20. Après avoir traversé la Manche durant 4 jours, le Vizzavona atteint Fredrikstad dans la matinée du 20 octobre. Une fois l'exercice achevé, le navire mixte quitte la Norvège le 15 novembre. Il escale une nouvelle fois à La Rochelle le 18 afin de débarquer le contingent puis repart le lendemain pour la Méditerranée. Le Vizzavona atteint ensuite Marseille le 24 novembre, achevant ainsi son périple. Après un rapide passage en cale sèche, il prend la relève du Danielle Casanova sur les rotations hivernales vers Alger et Tunis.
Durant son arrêt technique effectué entre mai et juin 2019 à Bizerte, plusieurs travaux sont réalisés à bord, notamment la création d'un restaurant au pont 7, la réfection des cabines ainsi que des sanitaires communs mais aussi l'ajout d'un chenil. Sa remise en service est cependant marquée par un conflit social à La Méridionale qui entraîne le blocage le port de Marseille à compter du 21 juin, clouant à quai trois navires de Corsica Linea. Le Vizzavona est alors utilisé pour assurer quelques voyages vers la Corse depuis Marseille et Toulon en sus de ses traversées vers l'Algérie et la Tunisie. La situation s'apaise cependant à partir du 27 juin et le navire reprend ses traversées vers le Maghreb.
À l'issue de la saison estivale 2019 au cours de laquelle le Vizzavona se partage entre deux traversées par semaine vers l'Algérie et une vers la Corse, Corsica Linea répond à l'appel d'offres de la collectivité de Corse pour l'attribution de la nouvelle DSP. Dans son dossier, la compagnie prévoit notamment d'employer le navire sur la ligne Marseille - Bastia en sus du Pascal Paoli. La compagnie aux bateaux rouges remportant l'appel d'offres, le Vizzavona est ainsi transféré à plein temps sur la desserte subventionnée de la Corse à partir du 1er octobre 2019. En raison toutefois d'une avarie touchant l'un de ses moteurs, il sera dans un premier temps exploité sur la ligne d'Ajaccio avant que le problème ne soit résolu au printemps 2021, permettant son retour sur la desserte de Bastia.

## Aménagements
Le Vizzavona dispose d'un bar ainsi que d'un restaurant self-service situés sur le pont 7. Durant son arrêt technique de 2019, la décoration intérieure est modernisée et un restaurant à la carte est ajouté.
Le navire est doté de 191 cabines avec salles de bains sur les pont 8 et 9. La plupart d'entre elles comportent jusqu'à quatre couchettes, certaines deux et quelques-unes un grand lit.

## Caractéristiques
Le Vizzavona mesure 188 mètres de long pour 28,70 mètres de large, son tirant d'eau est de 6,21 mètres et sa jauge brute est de 30 114 UMS. Le navire peut embarquer 800 passagers et possède un garage de 2 500 mètres linéaires de roll accessible par une porte-rampe arrière et une porte rampe avant. Il est entièrement climatisé. Il possède 4 moteurs diesel Sulzer 8ZAL40S développant une capacité de 23 050 kW entraînant 2 hélices à pas variable faisant filer le bâtiment à plus de 22 nœuds. Le navire mixte est en outre doté de deux propulseurs d’étrave et de stabilisateur à ailerons repliables. Le navire est pourvu de quatre embarcations de sauvetages fermées de grande taille, complétées par deux embarcations semi-rigides ainsi que de nombreux radeaux de sauvetage. Depuis 2017, le Vizzavona est équipé de scrubbers, dispositif d'épuration des fumées permettant de réduire ses émissions de soufre.

## Lignes desservies
De 1999 à 2009, le navire était dévolu à la ligne Kapellskär et Naantali. Il sera par la suite redéployé sur Travemünde - Malmö puis sur Travemünde - Helsinki en 2011 et Nådendal - Kapellskär pendant l'été. À partir de 2012, il est placé sur la ligne Helsinki - Rostock puis retourne en novembre sur Nådendal - Kapellskär avec, à partir d'octobre 2013, une escale à Långnäs est effectuée. À partir d'août 2015, le navire effectue la ligne Hangö - Rostock jusqu'en septembre, et retourne par la suite sur Travemünde - Malmö puis sur Nådendal - Långnäs - Kapellskär d'octobre à novembre. 
De novembre 2015 à janvier 2016, le Finneagle assure la ligne Salerne - Catane pour le compte de Grimaldi Lines, il est ensuite placé sur Hangö - Gdynia puis de nouveau sur Nådendal - Långnäs - Kapellskär à partir de février. Il navigue une nouvelle fois pour Grimaldi sur la ligne Barcelone - Tanger de juillet à octobre puis retourne sur Nådendal - Långnäs - Kapellskär. Il naviguera encore pour Grimaldi de juin à septembre 2017 sur la ligne Savone - Barcelona - Tanger.
Transféré chez Grimaldi en octobre et renommé Euroferry Corfù, il dessert alors Savone - Barcelona - Tanger dans un premier temps. Depuis décembre, le navire est affecté à la ligne Brindisi - Igoumenitsa - Patras.
Affrété par Corsica Linea en juin 2018 et rebaptisé Vizzavona, le navire est principalement affecté sur les lignes Marseille - Béjaïa et Marseille - Porto Torres durant l'été et secondairement sur Marseille - Alger et Marseille - Tunis et parfois vers la Corse. Pour la saison 2019 il est essentiellement positionné sur Béjaïa, Alger et Tunis et assure une traversée de nuit vers Bastia chaque mardi.
À partir du 1er octobre 2019, à la suite de l'attribution de la DSP courte à Corsica Linea, le Vizzavona se substitue au Piana de La Méridionale et assure les traversées entre Marseille et Bastia. En raison cependant d'un problème technique touchant l'un de ses moteurs, il est affecté sur Ajaccio aux côtés du Jean Nicoli au cours de l'année 2020 puis bascule comme convenu sur la desserte de Bastia au printemps 2021. À partir de l'année 2023 à l'occasion de la mise en place d'une nouvelle DSP de 7 ans, le cargo mixte est affecté à la ligne d'Ajaccio à titre principal. Ce changement intervient en raison de l'arrivée du nouveau navire A Galeotta qui prend sa succession comme second cargo dédié à la desserte de Bastia. Chaque week-end cependant, les deux navires échangent leurs affectations, occasionnant ainsi deux escales par semaine du Vizzavona à Bastia.